# Kij deszczowy
Kij deszczowy – ludowy instrument perkusyjny wykonany z wydrążonej łodygi wypełnionej żwirem lub ziarnem, imitujący deszcz.
Kije deszczowe wytwarzane były w Afryce, Oceanii, Ameryce Środkowej i Południowej od czasów starożytnych. Wydrążone łodygi lub kawałki gałęzi wypełniano materiałem sypkim, jak kamyki lub ziarno, które, przesypując się, imitowały dźwięk spadających kropel deszczu. Współcześnie, oprócz gry profesjonalnej, kije używane są w edukacji muzycznej przedszkolnej i szkolnej oraz w muzykoterapii.